# Bunuri mobile din domeniul arheologie clasate în patrimoniul cultural național al României aflate în județul Sibiu
Acestă listă conține bunurile mobile din domeniul arheologie clasate în Patrimoniul cultural național al României aflate la momentul clasării în județul Sibiu.

## Tezaur
| Foto | Informații generale   | Detalii tehnice | Descriere | Deținător                         | Legături |
| ---- | --------------------- | --- | --- | --------------------------------- | -------- |
|      | Cană                  | Datare: Prima jumătate a secolului I a. Chr. Descoperit: jud. SIBIU, com. ORAȘ TĂLMACIU, TĂLMĂCEL Material: Ceramică/ardere inoxidantă | Cană dacică lucrată la roată căreia îi lipsesc partea superioară și toarta. Formă bitronconică, fund inelar. Pasta este cenușie, fină, cu mică și nisip în compoziție. | Muzeul Național Brukenthal, Sibiu | Cimec    |
|      | Inel                  | Datare: secoplul III d. Chr. Descoperit: jud. SIBIU, com. ORAȘ COPȘA MICĂ, COPȘA MICĂ, Pe malul râului Târnava Mare Material: Piesa este confecționată din aur și sticlă, prin tehnica de turnare și batere la rece.                                      | Inelul are un chaton din onix negru, de formă ovală (D max: 1,17 cm; D min: 0,87 cm). Pe chaton este reprezentat un personaj feminin în costum antic, spre dreapta, ținând în mâna stângă un sceptru scurt, iar în mâna dreaptă un corn al abundenței (cornucopia). În spatele său se distinge prora unei corăbii. Aceste elemente permit identificarea sa cu Annona, o divinitate secundară, personificare a aprovizionării publice și protectoare a acesteia, unică deocamdată în gliptica din Dacia. Veriga inelului este turnată din aur masiv (Gr max: 0,37 cm, Gr min: 0,23 cm, în punctul opus chaton-ului), de foarte mare puritate (cu titlul peste 958), aparținând tipului oval cu umeri proeminenți, frecvent în epoca în care se datează gema. Lățimea verigii în punctul opus chaton-ului este de 0,44 cm, în dreptul umerilor de 0,87 cm. Lățimea maximă a chaton-ului, în zona diametrului maxim al gemei este de 1,24 cm. | Muzeul Național Brukenthal, Sibiu | Cimec    |
|      | Vas cu două guri      | Datare: prima jum. a sec. LXIV a. Chr. Descoperit: jud. SIBIU, com. CRISTIAN, CRISTIAN, Cristian I Material: Vas cu două guri, modelat cu mâna din lut amestecat cu nisip și pleavă; acoperit cu angobă fină de culoare vișinie, păstrată doar pe alocuri | Vas cu două guri, din lut amestecat cu nisip și pleavă, de formă globular-alungită. Ars slab, lucrat cu mâna. Cele două guri sunt ușor asimetrice față de axul central al vasului. Culoare brun-deschisă, acoperită cu angobă roșie-vișinie. Pe corpul vasului, la jumătate, câte două proeminențe (butoni) perforate vertical, ușor oblice față de axa verticală, de o parte și de alta a vasului. Întreg, cu mici părți lipsă la proeminențe și guri. | Muzeul Național Brukenthal, Sibiu | Cimec    |
|      | Spadă                 | Datare: sec. IX a. Chr. Descoperit: jud. BRAȘOV, com. BUNEȘTI, BUNEȘTI, Șes Material: Spadă din bronz turnată, cu mâner plin, cap în formă de disc și buton                                                                                               | Spadă din bronz turnată, cu patină verde-cenușie. Ruptă în două bucăți pe lamă, în prezent întregită. Tipul cu mâner plin și cap în formă de disc, cu început de cupă și buton. Garda mânerului este rotunjită, cu deschiderea semirotundă și capetele drepte. În partea inferioară a laturilor este prevăzută cu două nituri, câte unul pentru fiecare parte, asigurându-se astfel fixarea mânerului de lamă, care au fost turnate separat. Lama are secțiunea romboidală și este decorată, pe toată lungimea nervurii mediane, de o parte și de alta a acesteia, paralel cu ea și cu tăișurile, cu câte cinci linii incizate. Imediat sub gardă, pe ambele tăișuri (la 2 mm spre interior de acestea) se găsește câte o linie punctată paralelă cu ele, cu lungimea de 36 mm. Pe fiecare dintre aceste linii întâlnim câte cinci linii incizate dispuse sub formă de semicercuri concentrice, cu diametrele spre exterior (spre tăișuri). Tăișurile sunt relativ bine păstrate. Lama, îngustă spre gardă, se lățește spre spre mijloc, pentru ca apoi, spre partea inferioară, să se îngusteze din nou spre vârf (care lipsește). Mânerul are trei inele duble în relief, cu crestături oblice incizate. Rondela din partea superioară este ușor concavă (început de cupă), iar în mijloc se găsește un buton, bine marcat. | Muzeul Național Brukenthal, Sibiu | Cimec    |
|      | Cuțit                 | Datare: secolul XI Descoperit: jud. SIBIU, com. ORAȘ SIBIU, SIBIU, împrejurimile Sibiului Material: Cuțit din bronz, turnat; mâner plin, terminat într-o placă perforată                                                                                  | Cuțit din bronz cu muchie îngroșată, tăiș ascuțit și bine păstrat, mâner plin, drept și terminat într-o placă perforată. | Muzeul Național Brukenthal, Sibiu | Cimec    |
|      | Centură               | Datare: sec. XII a. Chr. Descoperit: jud. ARAD, com. ORAȘ SÂNTANA, SÂNTANA, Cetatea Veche Material: Centură din bronz aurit, decorată în tehnica "au repoussé"                                                                                            | Centură din bronz aurit, fragmentară (lipsă cca. 1/3), cu părți lipsă la ambele capete (la unul dintre ele se îngustează, iar decorul se încheie). Este ornamentată cu diverse motive gravate sau ștanțate în tehnica "au repoussé", astfel încât acestea - arcade, benzi de linii în zig-zag, triunghiuri hașurate, cercuri, ancore simple sau duble - sunt redate prin linii punctate. Întregul decor este organizat în șase registre, pe toată lățimea piesei. Foarte probabil, aurirea ei s-a realizat prin amalgamarea aurului cu mercurul, centura fiind îmbăiată de mai multe ori, până s-a obținut o aurire perfectă. În centru, aproape de unul din capete, în zona de maximă lățime, se găsește o perforație circulară cu diametrul de 5 mm. | Muzeul Național Brukenthal, Sibiu | Cimec    |
|      | Spadă                 | Datare: secolul XI a. Chr. Descoperit: jud. SIBIU, com. ORAȘ TĂLMACIU, TĂLMACIU, Balastieră pe Olt, în apropiere de oraș Material: Spadă din bronz cu limbă la mâner; turnată                                                                             | Spadă din bronz turnată, acoperită cu o patină de culoare verde. Este de tipul cu limbă la mâner. Garda/placa mânerului este de formă oval-alungită, cu deschiderea semirotundă (în formă de potcoavă) și capetele oblice. Pe laturi aceasta este prevăzută cu câte două nituri, câte două pentru fiecare parte, asigurându-se astfel fixarea mânerului de tăiș. Lama are secțiunea romboidală și este decorată, pe ambele fețe și de-a lungul nervurii mediane și a tăișurilor, cu câte două benzi compuse, fiecare, din patru incizii fine, care pornesc de la placa/garda mânerului și se termină (se unesc) într-un V, în vârful piesei, care este bine ascuțit. Tăișurile sunt relativ bine păstrate. Lama este mai îngustă spre gardă (35 mm), apoi se lățește ușor spre spre mijloc (unde ajunge până la 40 mm), pentru ca apoi, spre partea inferioară, să se îngusteze din nou, până când dispare în vârf. Pentru fixarea mânerului, limba, în formă de clepsidră în secțiune, este prevăzută cu patru găuri de nit. | Muzeul Național Brukenthal, Sibiu | Cimec    |
|      | Amforă                | Datare: jumătatea secolului VI a.Chr. Școală: Chios/Clazomene Descoperit: jud. TULCEA, com. JURILOVCA, JURILOVCA, Hlincea/Lutărie Material: ceramică; roata olarului                                                                                      | Amfora păstrează forma ovoidă a pansei, gâtul este cilindric scurt cu profil ușor evazat, toartele sunt arcuite, perpendiculare pe umărul vasului. Buza este rulată, iar limita superioară este aplatizată. Este acoperită cu o angobă gălbuie la exterior. Pe gât apare un semn pictat cu vopsea brună sub forma unui punct central unui cerc concentric. | Muzeul Național Brukenthal, Sibiu | Cimec    |
|      | Idol                  | Datare: mileniul VII a.Chr. Descoperit: jud. Sibiu, com. Oraș Ocna Sibiului, OCNA SIBIULUI, Triguri Material: Gresie micacee cu porozitate, sculptare, incizare, impresiuni                                                                               | Statuetă antropomorfă din gresie mediogranulară micacee, cu porozitate redusă, de culoare gălbuie. Înfațișează (după autorul descoperirii) o pereche umană îmbrațișată, partea superioară reprezentând un bărbat cu barbă, ce are ca și decor, pe partea stângă, simbolul soarelui și al semilunii; partea inferioară reprezintă o femeie, indicată în primul rând de simbolul romboidal și apoi de cerc și triunghi. Decorul este realizat prin incizie și impresiune. Forma piesei este realizată, cel mai probabil, prin sculptare. | Muzeul de Istorie, Sibiu          | Cimec    |
|      | Altar                 | Datare: mileniul V a.Chr. Descoperit: jud. Alba, com. Oraș Sebeș, PETREȘTI, Țiglăria Venus Material: Lut; piesa a fost executată manual, ornamentată cu incizii și apoi arsă oxidant                                                                      | Obiect de cult (altar miniatural) cu trei picioare cilindrice, joase. Partea superioară (tăblia) este puternic albiată. Cele trei fețe sunt decorate cu motive meandrice și unghiulare, adânc incizate. | Muzeul de Istorie, Sibiu          | Cimec    |
|      | Casă                  | Datare: mileniul V a.Chr. Descoperit: jud. Hunedoara, com. TURDAȘ, TURDAȘ, Luncă Material: Lut; piesa a fost executată manual, ornamentată cu incizii și apoi arsă oxidant                                                                                | Macheta din lut a unei case pe piloți. Acoperișul este decorat cu incizii adânci, aranjate în căpriori. | Muzeul de Istorie, Sibiu          | Cimec    |
|      | Statuetă antropomorfă | Datare: mileniul V a.Chr. Descoperit: jud. Sibiu, com. Păuca, PĂUCA, Dealul Homm Material: Lut; piesa a fost executată manual, ornamentată cu incizii și apoi arsă. Prezintă urme de ardere secundară                                                     | Statuetă antropomorfă feminină, caracterizată printr-o puternică steatopigie. Brațele sunt redate stilizat, prin două scurte prelungiri conice, rotunjite. Gâtul este înalt și masiv, de formă tronconică. Capul este modelat realist, cu ceafa rotunjită, cu ochii marcați prin crestături adânci, la fel și gura. Nasul este modelat ușor coroiat, iar urechile, plasate lateral în formă de tortițe plate, sunt perforate orizontal. Sânii sunt redați prin două mici proeminențe sferice, iar picioarele, scurte și groase, sunt executate separat și apoi lipite de partea superioară. Labele picioarelor și coapsele sunt separate de genunchi și pulpe prin incizii orizontale și oblice, simple sau duble. Prin ornamentație și dimensiuni, piesa este unică în eneoliticul transilvănean. | Muzeul de Istorie, Sibiu          | Cimec    |
|      | Podoabă               | Datare: Secolul VI - începutul secolului VII Descoperit: jud. Sibiu, com. Miercurea Sibiului, Miercurea Sibiului, Petriș Material: argint turnat, aurire prin placare                                                                                     | Obiect de podoabă din aliaj cupros cu foarte puțin argint în compoziție, cu placa piesei având grosimea variabilă (0, 7 - 1,2 mm.). Este aurită prin placare și are montate în metoda caboșonului 4 granate șlefuite, trei rotunde (în zona lobară) și una în formă de picătură, în centru. | Muzeul Național Brukenthal, Sibiu | Cimec    |
|      | Podoabă               | Datare: Secolul VI - începutul secolului VII Descoperit: jud. Sibiu, com. Miercurea Sibiului, Miercurea Sibiului Material: argint turnat, aurire prin placare                                                                                             | Obiect de podoabă din argint, cu placa piesei având grosimea variabilă (1-2 mm.). Este turnată dintr-un aliaj de argint, aurită prin placare și are montate în metoda caboșonului 4 granate șlefuite, trei rotunde (în zona lobară) și una în formă de picătură, în centru. Acul este prins de placă cu două nituri din sârmă de cupru, unul în partea superioară, între cele trei granate, iar al doilea în zona terminală a plăcii. Acul este rezultat dintr-un aliaj cupros, lățit prin batere în zona de prindere cu placa și întors sub placă. Vârful acului lipsește. | Muzeul Național Brukenthal, Sibiu | Cimec    |
|      | Mărgea tubulară       | Datare: Secolul VI - începutul secolului VII Descoperit: jud. Sibiu, com. Miercurea Sibiului, Miercurea Sibiului Material: foiță de aur, ciocănire | Mărgea tubulară din aur, ornamentată cu caneluri. La extremități foaia de aur este foarte strânsă. Interiorul mărgelei este realizat din sticlă. | Muzeul Național Brukenthal, Sibiu | Cimec    |
|      | Mărgea tubulară       | Datare: Secolul VI - începutul secolului VII Descoperit: jud. Sibiu, com. Miercurea Sibiului, Miercurea Sibiului Material: foiță de aur, ciocănire | Mărgea tubulară din aur, ornamentată cu caneluri. La extremități foaia de aur este foarte strânsă. Interiorul mărgelei este realizat din sticlă. | Muzeul Național Brukenthal, Sibiu | Cimec    |
|      | Mărgea tubulară       | Datare: Secolul VI - începutul secolului VII Descoperit: jud. Sibiu, com. Miercurea Sibiului, Miercurea Sibiului Material: foiță de aur, ciocănire | Mărgea tubulară din aur, ornamentată cu caneluri. La extremități foaia de aur este foarte strânsă. Interiorul mărgelei este realizat din sticlă. | Muzeul Național Brukenthal, Sibiu | Cimec    |
|      | Mărgea tubulară       | Datare: Secolul VI - începutul secolului VII Descoperit: jud. Sibiu, com. Miercurea Sibiului, Miercurea Sibiului Material: foiță de aur, ciocănire | Mărgea tubulară din aur, ornamentată cu caneluri. La extremități foaia de aur este foarte strânsă. Interiorul mărgelei este realizat din sticlă. | Muzeul Național Brukenthal, Sibiu | Cimec    |
|      | Mărgea tubulară       | Datare: Secolul VI - începutul secolului VII Descoperit: jud. Sibiu, com. Miercurea Sibiului, Miercurea Sibiului Material: foiță de aur, ciocănire | Mărgea tubulară din aur, ornamentată cu caneluri. La extremități foaia de aur este foarte strânsă. Interiorul mărgelei este realizat din sticlă. | Muzeul Național Brukenthal, Sibiu | Cimec    |
|      | Mărgea tubulară       | Datare: Secolul VI - începutul secolului VII Descoperit: jud. Sibiu, com. Miercurea Sibiului, Miercurea Sibiului Material: foiță de aur, ciocănire | Mărgea tubulară din aur, ornamentată cu caneluri. La extremități foaia de aur este foarte strânsă. Interiorul mărgelei este realizat din sticlă. | Muzeul Național Brukenthal, Sibiu | Cimec    |
|      | Mărgea tubulară       | Datare: Secolul VI - începutul secolului VII Descoperit: jud. Sibiu, com. Miercurea Sibiului, Miercurea Sibiului Material: foiță de aur, ciocănire | Mărgea tubulară din aur, ornamentată cu caneluri. La extremități foaia de aur este foarte strânsă. Interiorul mărgelei este realizat din sticlă. | Muzeul Național Brukenthal, Sibiu | Cimec    |
|      | Ac de păr             | Datare: Secolul VI - începutul secolului VII Descoperit: jud. Sibiu, com. Miercurea Sibiului, Miercurea Sibiului Material: foiță de aur, ciocănire | Ac de păr din aur, realizat dintr-o sârmă cu vârful ascuțit și capătul opus acestuia îndoit sub formă rotundă, petrecută. | Muzeul Național Brukenthal, Sibiu | Cimec    |